# Vou
Vou é uma comuna francesa na região administrativa do Centro, no departamento Indre-et-Loire. Estende-se por uma área de 21,11 km². Em 2010 a comuna tinha 217 habitantes (densidade: 10,3 hab./km²).